# Templo de Brisbane
El Templo de Brisbane, Australia es uno de los templos construidos y operados por La Iglesia de Jesucristo de los Santos de los Últimos Días, el número 115 construido por la iglesia y el quinto templo construido en Australia, ubicado en Kangaroo Point, un suburbio de 7 mil habitantes a orillas del Río Brisbane. Anterior a la construcción del templo de Brisbane, los fieles de Queensland viajaban al templo de Sídney para sus rituales religiosos.
El edificio de granito fue construido con un diseño moderno de un solo pináculo y consta de dos salones para las ordenanzas SUD y dos salones para sellamientos matrimoniales. Al templo, por su cercanía a las comunidades, también asisten miembros provenientes de Costa de Oro, Ipswich, Nambour, Cairns, Bundaberg, Rockhampton y Townsville.

## Construcción
Los planes para la construcción del templo en Brisbane fueron anunciados el 20 de julio de 1998. Seguido el anuncio público, la iglesia en ese país buscó un lugar adecuado seleccionando un terreno que la iglesia había comprado 40 años atrás, localizado sobre acantilados a orillas del Río Brisbane con vistas al centro de la ciudad.
El templo fue el segundo anunciado en el país pero por demoras en la permisología, acabó siendo el quinto templo SUD dedicado en Australia. Los retrasos en la construcción se debieron principalmente en negociaciones sobre la altura del templo así como del centro de reuniones adyacente, la iluminación nocturna y problemas de tráfico que causaría a la comunidad circundante un nuevo edificio. La Iglesia cumplió con las solicitudes de reducir la inclinación del techo del centro de reuniones y bajar la plataforma del templo para cumplir con las normas de zonificación. El histórico edificio del centro de estaca de la ciudad fue demolida para acomodar el templo y el nuevo centro de reuniones.
La ceremonia de la palada inicial ocurrió el 26 de mayo de 2001, presidido por autoridades generales del área, frente a una congregación de fieles de unos 500 fieles e invitados incluyendo el alcalde del condado de Stanley, bajo un día de fuertes lluvias. La construcción del templo comenzó en noviembre de 2001, duró 18 meses y un costo de $18 millones.
El templo de Brisbane es uno de los templos de menores proporciones que tiene variaciones al diseño y planos de los templos construidos a fines del siglo XX.Al igual que otros 35 templos, el templo de Brisbane cuenta con 10 700 pies cuadrados (994,1 m²) de construcción.

## Dedicación
El templo SUD de Brisbane fue dedicado para sus actividades eclesiásticas en cuatro sesiones, el 15 de junio de 2003, por Gordon B. Hinckley, el entonces presidente de la iglesia SUD. Anterior a ello, la iglesia permitió un recorrido público del interior y las instalaciones del templo desde el 10 de mayo al 7 de junio del mismo año. Más de 6500 miembros de la iglesia e invitados asistieron a la ceremonia de dedicación, que incluye una oración dedicatoria.

## Pandemia 2019
El 25 de marzo de 2020 la iglesia solicitó el cierre de todos sus templos como respuesta preventiva a la Pandemia de COVID-19. En mayo de ese año la iglesia aprobó la apertura de 17 templos a nivel mundial para realizar matrimonios por personas vivas, prohibiendo para entonces todas las ceremonias a favor de ancestros fallecidos. En junio fueron anunciados 12 templos que iniciarían la segunda fase de apertura permitiendo la investidura a favor de personas vivas con un nuevo modelo de este proceso ceremonial. Las ceremonias a favor de personas fallecidas, tradicional en los templos SUD incluyendo el bautismo por los muertos comenzó a reanudarse a comienzos de diciembre de 2020. El templo de Brisbane fue uno de los primeros cuatro templos en comenzar esta tercera fase de reapertura en 2020.